# Marie Gebhard

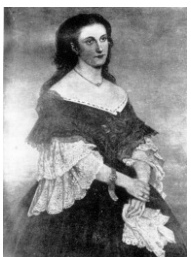
Marie Gebhard

Marie Gebhard (* 1832 in Dublin, Irland als Francis Catherine Mary L’Estrange; † 15. Dezember 1892 in Berlin) war eine deutsche Theosophin.

## Leben
Mary L’Estrange heiratete am 8. September 1852 in New York den Fabrikanten und persischen Konsul Gustav Gebhard. Aus der Ehe gingen sechs Söhne und eine Tochter hervor. Gemeinsam mit ihrem Mann war sie eine Anhängerin der Theosophie und an Esoterik und Okkultismus interessiert.
Mit Éliphas Lévi befreundet, lernte sie von diesem mittels brieflicher Unterweisung die Grundlagen der Kabbala kennen. 1871 war Lévi einige Wochen Gast im Haus der Gebhards in Elberfeld.
1883 trat sie in die London Lodge ein und damit der Theosophischen Gesellschaft (TG) bei. Am 27. Juli 1884 wurde in ihrem Haus die theosophische Loge Germania mit Wilhelm Hübbe Schleiden als Präsidenten gegründet. Marie übernahm das Amt des Vizepräsidenten, ihr Mann Gustav war Schatzmeister und ihr Sohn Franz Gebhard Sekretär. Bei der Gründungsveranstaltung war auch Henry Steel Olcott, einer der Gründer der TG, anwesend. Zwei Wochen später traf auch Helena Blavatsky, als zweites Gründungsmitglied der TG, in Elberfeld ein und blieb rund zwei Monate dort. Blavatsky hielt sich ein weiteres Mal vom 10. Mai bis 8. Juli 1886 bei den Gebhards auf.
Das Haus der Gebhards diente als einer der wichtigsten Treffpunkte und dadurch Impulsgeber in den Anfangsjahren der TG in Deutschland. Neben Blavatsky und Olcott trafen sich in ihrem Haus auch die Theosophen Franz Hartmann, Francesca Arundale und Constance Wachtmeister.
Sohn Arthur Gebhard (1855–1944) war ebenfalls Theosoph und zusammen mit William Quan Judge im April 1886 in New York Gründer der theosophischen Zeitschrift The Path. Auch Sohn Rudolf Ernst Gebhard (1857–1935) war Mitglied der TG.